# Eulophia euantha
Eulophia euantha är en orkidéart som beskrevs av Rudolf Schlechter. Eulophia euantha ingår i släktet Eulophia och familjen orkidéer. Inga underarter finns listade i Catalogue of Life.